# Karl Hohmann
Karl Hohmann (Düsseldorf, 1908. június 18. – Benrath, 1974. március 31.) világbajnoki bronzérmes német labdarúgó, fedezet, edző.

## Pályafutása

### Klubcsapatban
1929 és 1937 között a VfL Benrath labdarúgója volt. 1937 és 1939 között az FK Pirmasens együttesében szerepelt.

### A válogatottban
1930 és 1937 között 26 alkalommal szerepelt a német válogatottban és 20 gólt szerzett. Részt vett az 1934-es olaszországi világbajnokságon, ahol bronzérmet szerzett a csapattal. Tagja volt 1936-os berlini olimpián szereplő válogatottnak.

### Edzőként
1949 és 1954 között a Rot-Weiß Essen vezetőedzője volt, ahol 1953-ban nyugatnémet kupát nyert a csapattal.

## Sikerei, díjai

### Játékosként
Németország
- Világbajnokság
  - bronzérmes: 1934, Olaszország

### Edzőként
Rot-Weiß Essen
- Nyugatnémet kupa (DFB-Pokal)
  - győztes: 1953